# NFL 1946
Die NFL-Saison 1946 war die 27. Saison der National Football League (NFL). Vor der Saison trat Elmer Layden als NFL Commissioner zurück und Bert Bell, Mitbegründer der Philadelphia Eagles, wurde als sein Nachfolger gewählt.
Währenddessen wurde die All-America Football Conference als Rivale der NFL gegründet und die Los Angeles Rams wurden nach dem Umzug von Cleveland in Ohio nach Los Angeles in Kalifornien das erste NFL-Team das an der Westküste spielte. Die Los Angeles Buccaneers in der Saison 1926 trugen nur Auswärtsspiele im Osten der Vereinigten Staaten aus.
Am 1. Oktober wurde zwischen New York und Boston ein Regular-Season-Spiel an einem Donnerstag gespielt, das letzte Mal vor der Saison 2010.
Die Saison endete mit dem Sieg der Chicago Bears über die New York Giants im NFL Championship Game.

## Bedeutende Regeländerung
- Ein Vorwärtspass, der den Torpfosten berührt, wird automatisch als unvollständig gewertet. Diese Regel ist auch als die "Baugh/Marshall Rule" bekannt, benannt nach dem Quarterback der Washington Redskins, Sammy Baugh und dem Teambesitzer George Preston Marshall. Im Championship-Spiel des Vorjahres hatten die Rams einen Safety erzielt, nachdem Baugh den Ball von seiner eigenen Endzone warf und den Torposten berührte (der für 41 Saisons von 1933 bis 1973 auf der Goalline stand). Diese zwei Punkte waren der Ausschlag für den Sieg der Rams von 15:14 und Marshall war so verärgert über das Ergebnis, dass er ein Hauptakteur dieser Regeländerung war.
- Die freie Wechsel-Regel wurde eingeschränkt und Auswechselungen wurden auf nicht mehr als 3 Spieler gleichzeitig begrenzt.
- Das empfangende Team wurde erlaubt, Punts und verschossene Field-Goal-Versuche hinter ihrer eigenen Goal-Line zurückzutragen.
- Die Strafe für ein ungültigen Fair Catch Signal ist 5 Yards von dem Punkt des Signals.
- Ein Fair Catch Signal ist gültig, wenn es gemacht wird, während der Ball in der Luft ist.

## Divisionsphase
In der Eastern Division, hatten die Giants, die Eagles und die Steelers alle 4 Gewinne und 2 Niederlagen am siebten Spieltag der 11 Spieltage langen Saison, während in der Western Division, die Bears durch einen 10:7-Sieg am 3. November über die Packers ein Spiel Vorsprung vor den Rams hatten. In der Woche 8 besiegten die Giants die Eagles mit 45:17, die Steelers verloren gegen Detroit mit 17:7 und die Bears besiegten die Rams mit 27:21 und bauten ihre Führung aus. In der Woche 9 spielten die Giants und Boston Unentschieden mit 28:28 und hatten nun 5–2–1, während die Steelers die Eagles mit 10:7 besiegten und mit 5–3–1 so ein Spiel dahinter lagen. Die Teams trafen in New York in Woche 10 aufeinander und die Giants gewannen mit 7:0 und übernahmen wieder die Führung.
Der letzte Spieltag der Saison hatte das Duell der Giants (6–3–1) zuhause gegen die Redskins (5–4–1) und ein Sieg der Washington würde beide auf ein Endergebnis von 6–4–1 bringen und ein Playoff erzwingen. Auf Grund des Siegs von New York mit 31:0 wurde dies aber nicht wahr. Das Spiel schauten 60.337 Zuschauer im Polo Grounds, mehr als die 58.346 Zuschauer eine Woche später beim Championship-Spiel.

## Regular Season
| Eastern Division    | Eastern Division | Eastern Division | Eastern Division | Eastern Division | Eastern Division | Eastern Division |
| Team                | S                | N                | U                | SQ 1             | P+               | P−               |
| ------------------- | ---------------- | ---------------- | ---------------- | ---------------- | ---------------- | ---------------- |
| New York Giants     | 7                | 3                | 1                | 0,700            | 236              | 162              |
| Philadelphia Eagles | 6                | 5                | 0                | 0,545            | 231              | 220              |
| Washington Redskins | 5                | 5                | 1                | 0,500            | 171              | 191              |
| Pittsburgh Steelers | 5                | 5                | 1                | 0,500            | 136              | 117              |
| Boston Yanks        | 2                | 8                | 1                | 0,200            | 189              | 273              |

| Western Division  | Western Division | Western Division | Western Division | Western Division | Western Division | Western Division |
| Team              | S                | N                | U                | SQ 1             | P+               | P−               |
| ----------------- | ---------------- | ---------------- | ---------------- | ---------------- | ---------------- | ---------------- |
| Chicago Bears     | 8                | 2                | 1                | 0,800            | 289              | 193              |
| Los Angeles Rams  | 6                | 4                | 1                | 0,600            | 277              | 257              |
| Green Bay Packers | 6                | 5                | 0                | 0,545            | 148              | 158              |
| Chicago Cardinals | 6                | 5                | 0                | 0,545            | 260              | 198              |
| Detroit Lions     | 1                | 10               | 0                | 0,091            | 142              | 310              |

## NFL Championship Game
|                                                              |                                     | NFL Championship Game |         |                 |  |                                                   |
| Manhattan, New York City 15. Dezember 1946 14:00 Uhr (UTC−5) |                                     | Chicago Bears         | 24 : 14 | New York Giants |  | Polo Grounds Zuschauer: 58.346 Referee: Ron Gibbs |
| Manhattan, New York City 15. Dezember 1946 14:00 Uhr (UTC−5) | (14:7, 0:0, 0:7, 10:0) Spielbericht | Chicago Bears         |         | New York Giants |  | Polo Grounds Zuschauer: 58.346 Referee: Ron Gibbs |

## Awards
| Joe F. Carr Trophy (Most Valuable Player) | Bill Dudley, Halfback, Pittsburgh |

## Saisonbestleistungen
| Statistik       | Name        | Team          | Wert  |
| --------------- | ----------- | ------------- | ----- |
| gepasste Yards  | Sid Luckman | Chicago Bears | 1.826 |
| erlaufene Yards | Bill Dudley | Pittsburgh    | 604   |
| gefangene Yards | Jim Benton  | Los Angeles   | 981   |

## Draft
Der NFL-Draft 1946 wurde am 14. Januar 1946 im New York City's Commodore Hotel durchgeführt. Mit dem ersten Pick wurde von der Boston Yanks der Quarterback Frank Dancewicz von der University of Notre Dame ausgewählt.

## Trainer
Eastern Division
- Boston Yanks: Herb Kopf
- New York Giants: Steve Owen
- Philadelphia Eagles: Greasy Neale
- Pittsburgh Steelers: Jock Sutherland
- Washington Redskins: Turk Edwards

Western Division
- Chicago Bears: George Halas
- Chicago Cardinals: Jimmy Conzelman
- Detroit Lions: Gus Dorais
- Green Bay Packers: Curly Lambeau
- Los Angeles Rams: Adam Walsh